# Andesamerus peculiaris
Andesamerus peculiaris är en kvalsterart som beskrevs av Hammer 1962. Andesamerus peculiaris ingår i släktet Andesamerus och familjen Ameridae. Inga underarter finns listade i Catalogue of Life.